# Barleria aromatica
Barleria aromatica är en akantusväxtart som beskrevs av Anna Amelia Obermeyer. Barleria aromatica ingår i släktet Barleria och familjen akantusväxter. Inga underarter finns listade i Catalogue of Life.